# Três Grandes Jardins do Japão

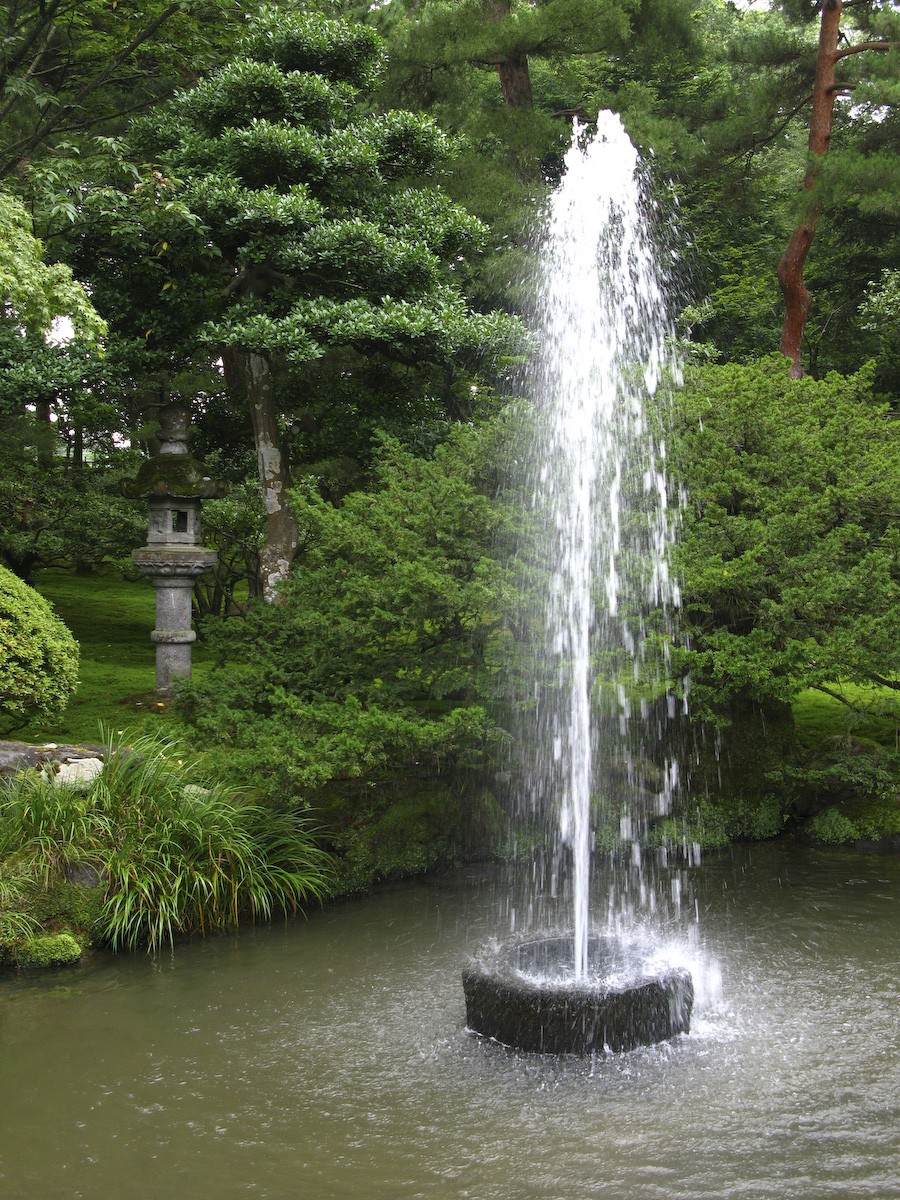
A fonte de água mais antiga no Japão continua funcionando no Kenroku-en em Kanazawa.

Os Três Grandes Jardins do Japão (日本三名園, Nihon Sanmeien), também conhecidos como "os três jardins mais famosos do Japão", são o Kenroku-en em Kanazawa, o Koraku-en emOkayama e o Kairaku-en em Mito.
A concepção dos jardins em um grupo de três é encontrada em todo lugar. Por exemplo, nos três jardins do Imperador Go-Mizunoo, que abdicou em 1629. No Shūgakui rykū, Go-Mizunoo manteve as áreas de paisagem em elevações separadas a nordeste dos arredores de Quioto.
- Kenroku-en significa "jardim que combina seis características"[3]; os seis aspectos considerados importantes na noção de um jardim ideal: espaço, serenidade, veneração, vistas cênicas, design súbito e frescor.[4]

- Koraku-en significa "jardim de prazer após", que é uma referência de um ditado atribuído a Confúcio – que explica que um governante sábio deve atender às necessidades de seus súditos em primeiro lugar, e somente após deve considerar seus próprios interesses.[5]

- Kairaku-en significa "um jardim para aproveitar com as pessoas." Nariaki Tokugawa, que concluiu o jardim, abriu este jardim privado para a população em geral. Este era um novo conceito que eventualmente levou ao desenvolvimento de parques públicos.[6]